# Дубна (Тульская область)
Дубна́ — посёлок городского типа в Тульской области России, административный центр Дубенского района. Образует городское поселение рабочий посёлок Дубна.
Население — 5972 человек (2021).

## География
Расположен на реках Дубенка и Дубна (притоках Упы), в 49 км к западу от Тулы.

## История
В 1740 году основан посёлок Дубна Одоевского уезда Тульской губернии, получивший своё название от реки Дубны, на берегу которой с 1729 года действовал Дубенский чугунолитейный завод. Завод основан тульским оружейником, мануфактуристом Ф. К. Мосоловым. Имение Дубна принадлежало Бутурлиным. Жителей около 1000 человек. По состоянию на 1890 год, выплавлено 136 тыс. пудов чугуна и отлито 28 тыс. пудов чугунных изделий.
В 1924 году село Дубна стало административным центром Дубенского района.
В 1928 году в посёлке открыта первая средняя школа. В 1929 году Дубна получила статус посёлка городского типа.

## Население
| 1939  | 1959  | 1970  | 1979  | 1989  | 2002  | 2010  | 2012  | 2013  |
| ----- | ----- | ----- | ----- | ----- | ----- | ----- | ----- | ----- |
| 3760  | ↗4870 | ↗5087 | ↗5550 | ↗6199 | ↘6194 | ↘5980 | ↘5909 | ↘5886 |
| 2014  | 2015  | 2016  | 2017  | 2018  | 2019  | 2020  | 2021  |       |
| ↘5857 | ↗5883 | ↘5842 | ↘5784 | ↘5779 | ↘5672 | ↗5735 | ↗5972 |       |

Национальный состав
По итогам переписи населения 2020 года проживали следующие национальности (национальности менее 0,1 % и другое см. в сноске к строке «Другие»):
| Национальность | Численность, чел. | Доля     |
| -------------- | ----------------- | -------- |
| Русские        | 5422              | 90,79 %  |
| Азербайджанцы  | 82                | 1,37 %   |
| Армяне         | 41                | 0,69 %   |
| Узбеки         | 36                | 0,60 %   |
| Украинцы       | 29                | 0,49 %   |
| Таджики        | 27                | 0,45 %   |
| Татары         | 23                | 0,39 %   |
| Молдаване      | 15                | 0,25 %   |
| Аварцы         | 9                 | 0,15 %   |
| Корейцы        | 8                 | 0,13 %   |
| Белорусы       | 6                 | 0,10 %   |
| Другие         | 274               | 4,59 %   |
| Итого          | 5972              | 100,00 % |

## Экономика
Основные предприятия Дубны:
- хлебозавод;
- ОАО «Дубенский молокоприёмный пункт» Тульского молочного комбината;
- ООО «Центр-Известняк»;
- ОАО «Вояж» (швейная фабрика);
- ООО «Малые архитектурные формы»;
- ООО «Изорулон».

## Транспорт
Автобусное сообщение с областным центром. К известняковому карьеру, расположенному в п. Дубна, имеются железнодорожные подъездные пути, по которым продукция карьера (щебень, известняковая мука), отправляются на станцию Упа.

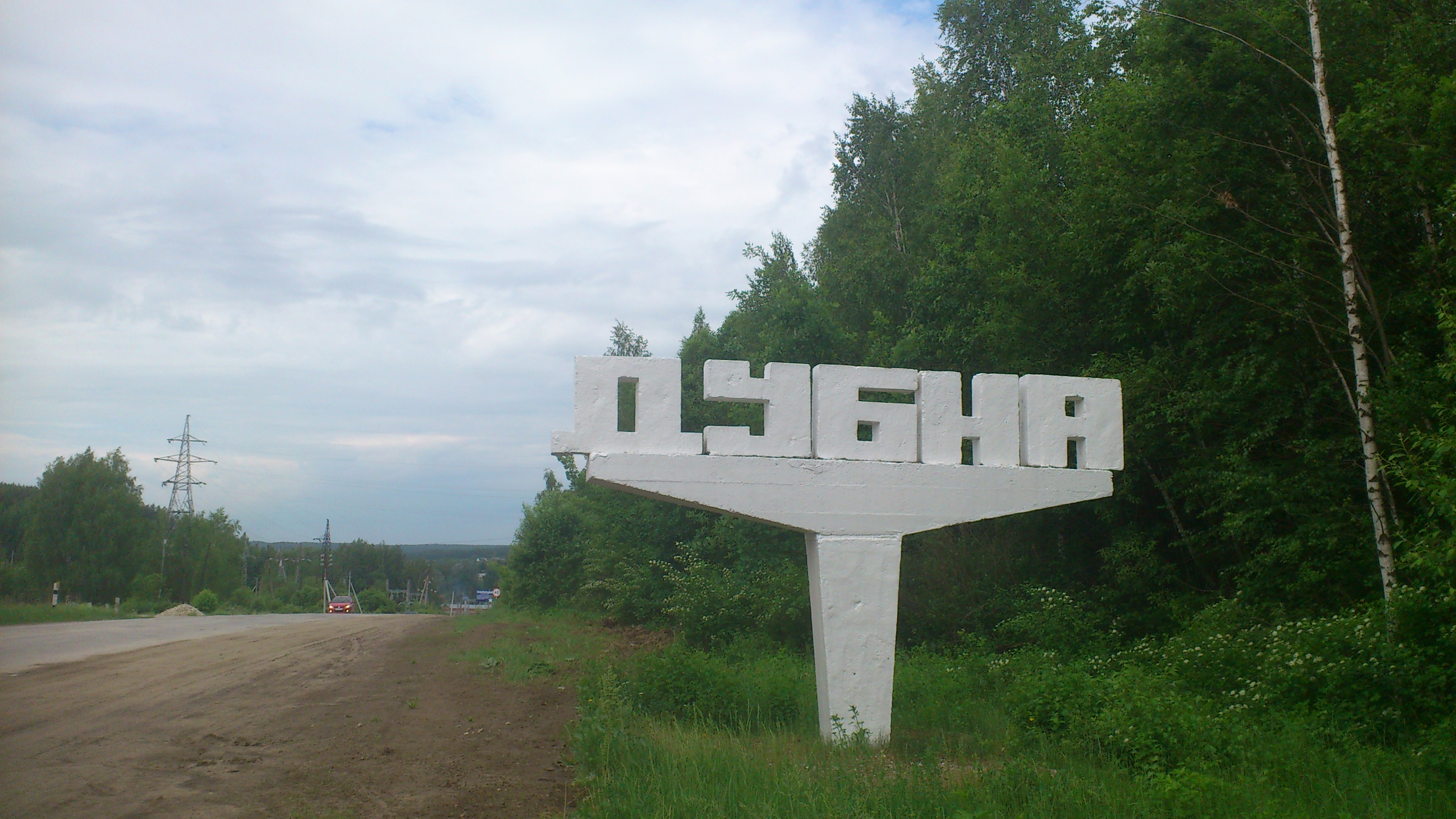
Знак на въезде в Дубну.
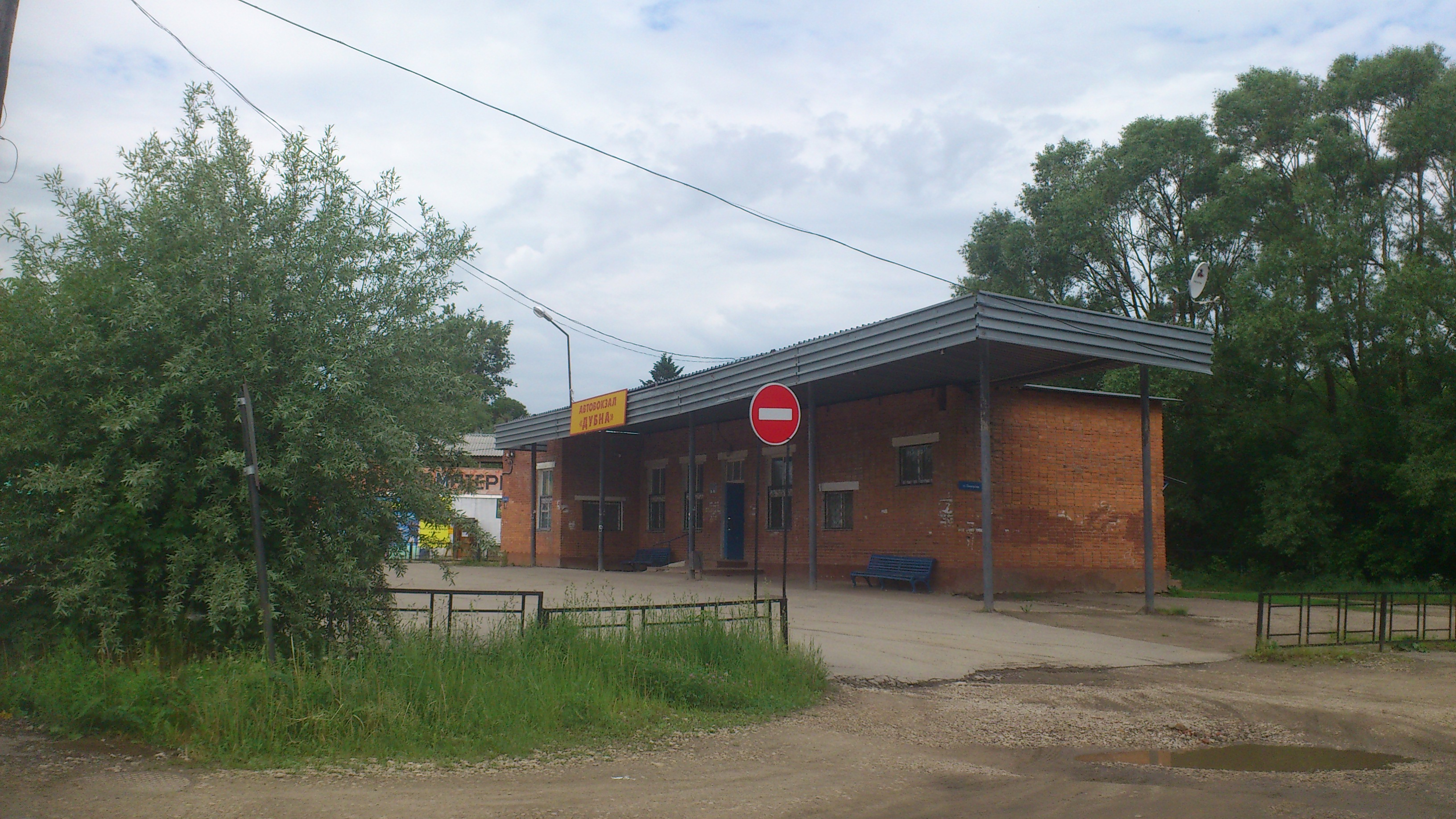
Автостанция.
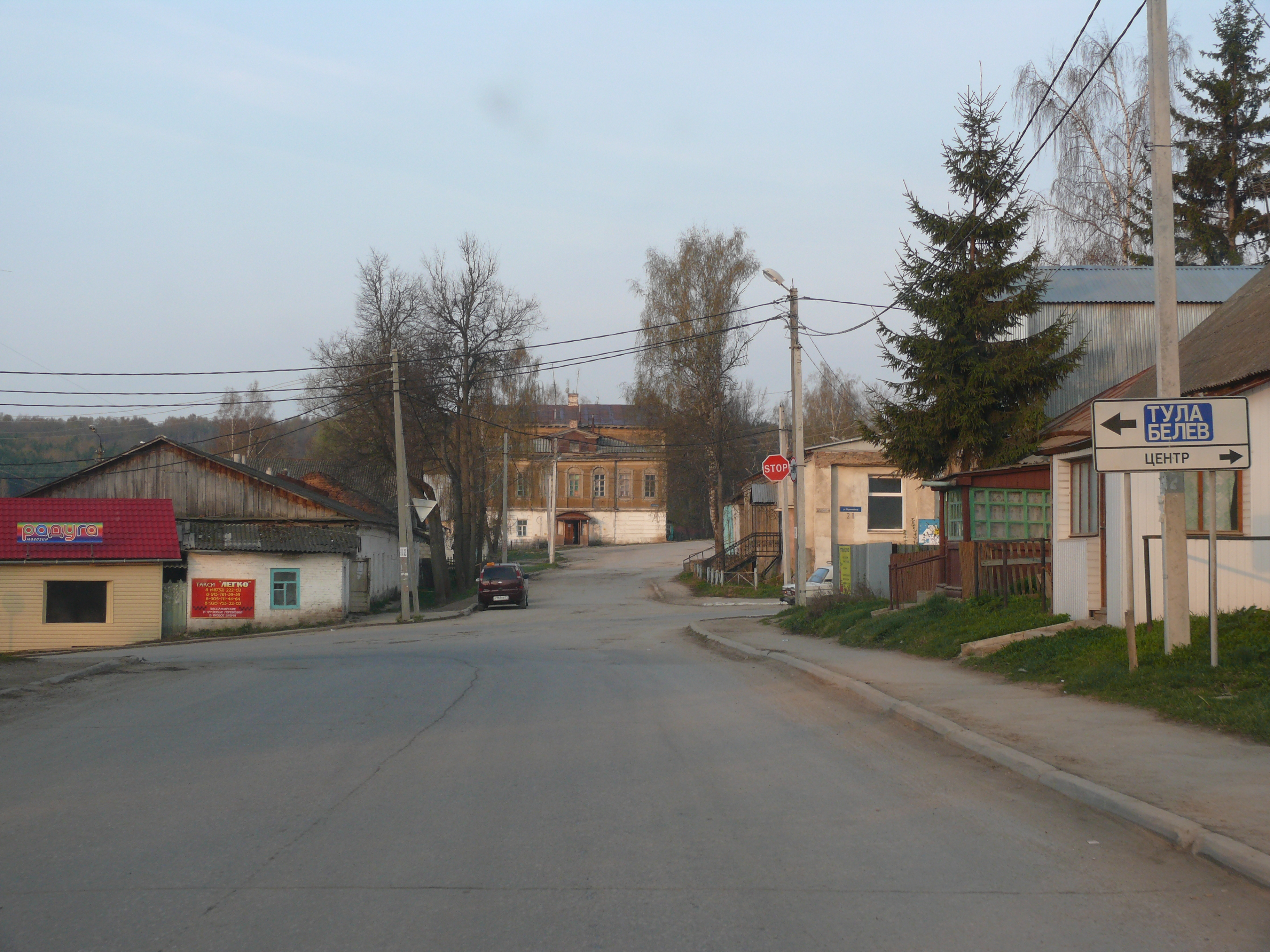
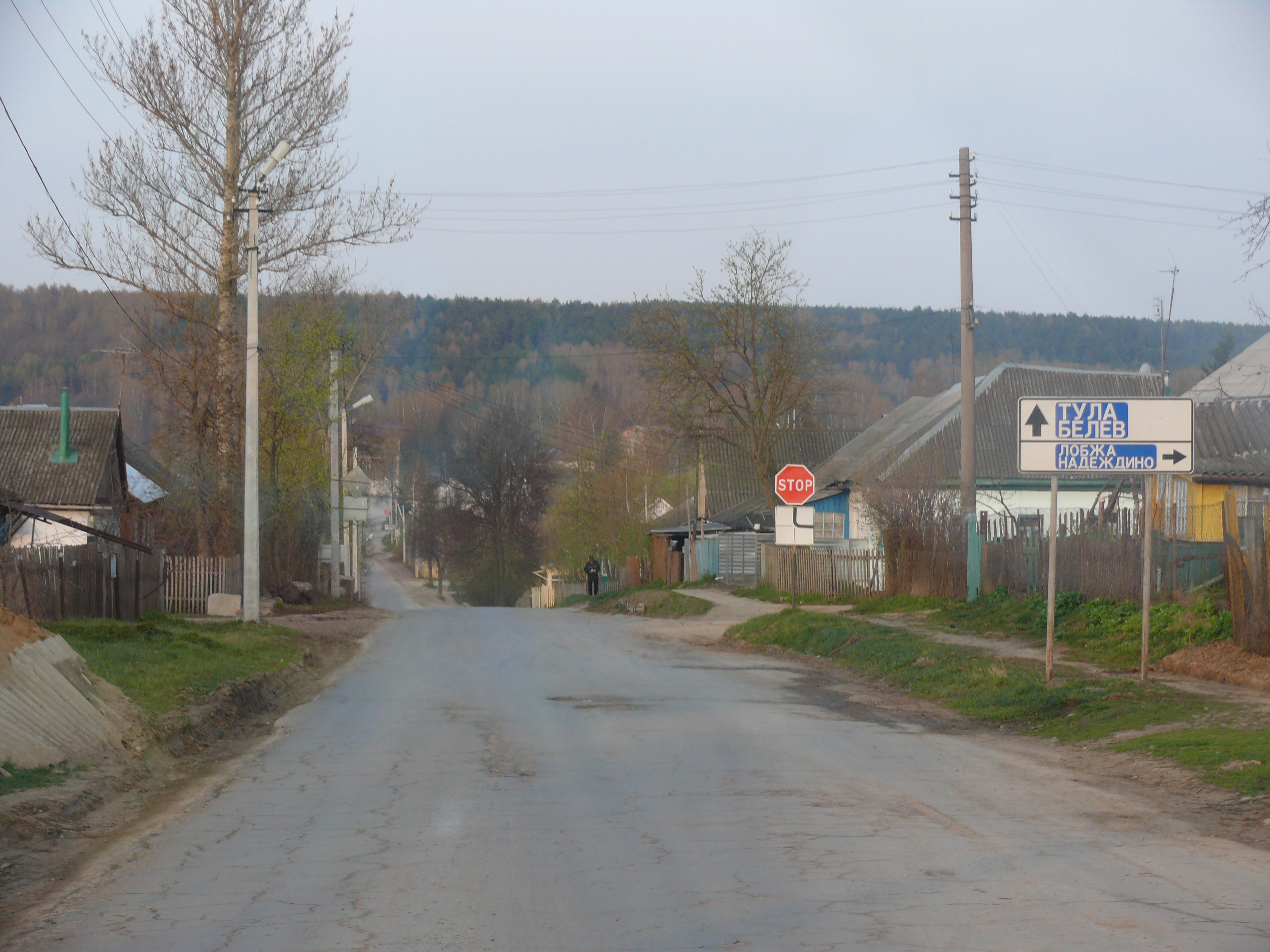

## Социальная сфера
Социальная инфраструктура в сфере образования Дубенского района включает Дубенскую среднеобразовательную школу, два детских сада, Центр детского творчества, Детско-юношескую спортивную школу и детскую школу искусств. Дубенская школа обеспечивает качественное общее образование, а детские сады способствуют раннему развитию и социализации малышей. Центр детского творчества предлагает разнообразные кружки и секции, развивая творческие способности детей, в то время как спортивная школа предоставляет возможности для занятий спортом, укрепления здоровья и формирования командного духа. Детская школа искусств обучает игре на различных музыкальных инструментах и вокалу, помогая раскрыть творческий потенциал и подготовиться к культурной жизни района.

## Культура
Культура в муниципальном образовании рабочий поселок Дубна Дубенского района представлена Дубенским районным центром культуры и кино и библиотечного обслуживания, Дубенский районным краеведческим музеем и его филиалом — музеем «Промышленная усадьба дворян Мосоловых», а также Дубенской детской школой искусств.
Ежегодно в марте в посёлке проходит Всероссийский турнир «Гусиные бои», в котором принимают участие более 100 гусеводов из Москвы, Нижнего Новгорода, Липецкой и Курской областей.
На аллее Славы знаменитых земляков в октябре 2021 года года установлена мемориальная доска русскому военачальнику И. М. Вадбольскому.

## Туризм
В посёлке Дубна находится старинный ансамбль промышленной усадьбы Мосоловых (XVIII—XIX века; ул. 50 лет ВЛКСМ, д.5, 10, 12):
- главный жилой дом (XVIII век, восстановлен[27]), в котором проживал основатель Дубенского чугунолитейного завода, помещик Мосолов;
- три здания людских (XIX век), производственный корпус (XIX век);
- плотина с прудом (XVIII век), парк (XVIII—XIX века);
- храм святых апостолов Петра и Павла (восстановлен).

Главный жилой дом — большой деревянный особняк на каменном первом этаже, единственный сохранившийся один из трёх домов фабриканта Мосолова: два других были построены в Ялте и Протасово. В отличие от них, Мосоловский дом в Дубне выполнен архитектурно более представительно и монументально.
4 июля 2020 года в рамках празднования 500-летия Тульского кремля как начала создания Большой засечной черты в исторической усадьбе Мосоловых открылся музейно-туристический комплекс с промышленной экспозицией об истории металлургии, явившейся единственной в России такого формата. Также в музее есть экспозиции о защитниках южных рубежей России XVI—XVII веков, выставка из фондов Тульского государственного музея оружия.
В Дубне также имеется историко-краеведческий музей и памятник В. И. Ульянову, братская могила с захоронением воинов, погибших в боях в период Великой Отечественной войны 1941—1945 годов.

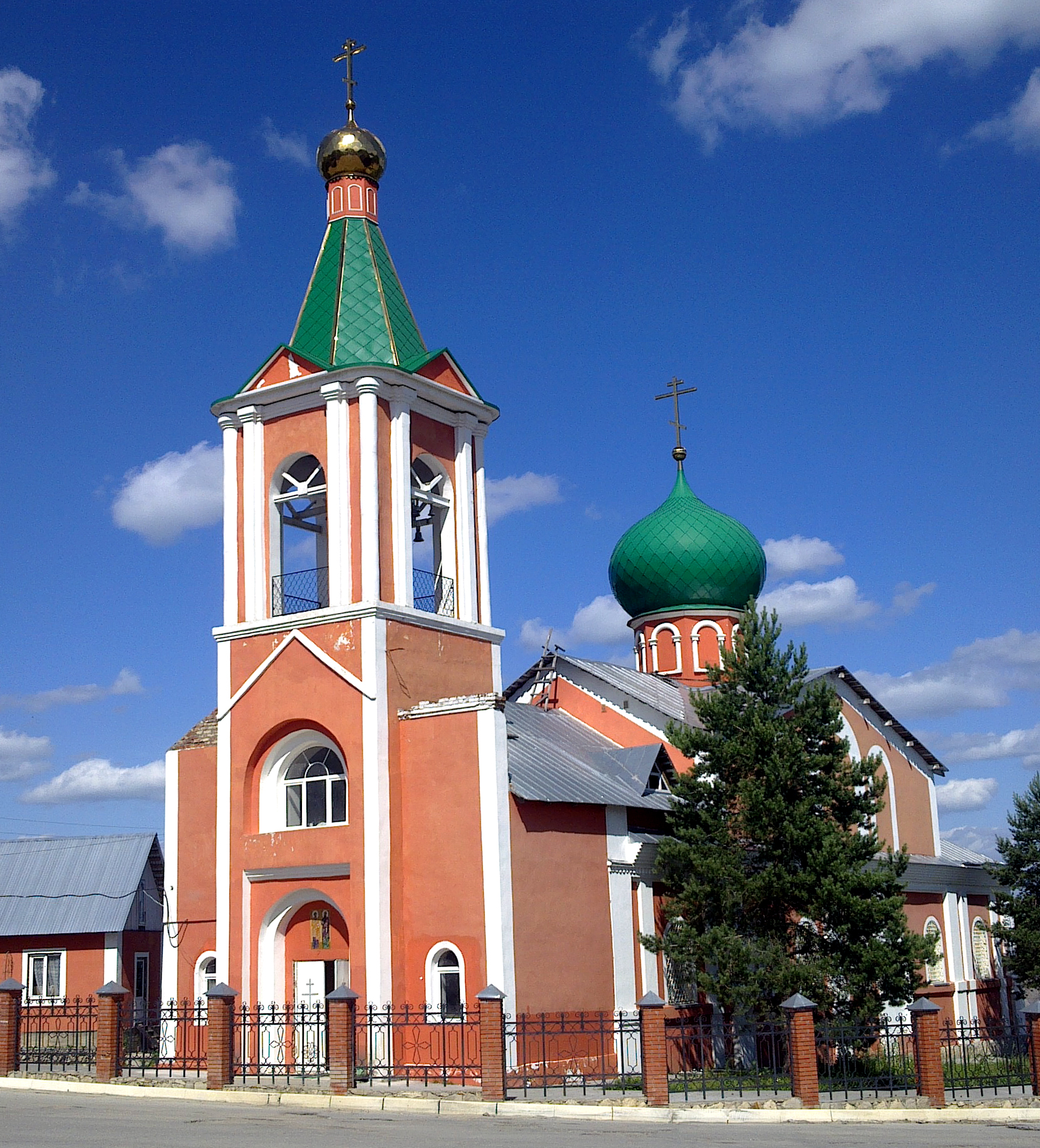
Храм святых апостолов Петра и Павла в п. Дубна.
Братская могила.
Учителя и учащиеся школы № 1, погибшие в войну.